# America's Favorite Architecture
America's Favorite Architecture [Arquitectura favorita de Estados Unidos] es una selección de 150 edificios y otras estructuras identificados en 2007 por iniciativa del Instituto Americano de Arquitectos (American Institute of Architects, AIA) como las obras más populares de la arquitectura en los Estados Unidos.
En 2006 y 2007, el AIA patrocinó una investigación para identificar las obras más populares de la arquitectura estadounidense. Harris Interactive realizó el estudio a partir de una primera muestra seleccionada por los propios miembros del Instituto y después por votación popular de esa muestra.
En la primera fase del estudio, fueron entrevistados 2448 miembros del AIA a quienes se pidió identificasen sus obras "favoritas". A cada uno de ellos se le pidió nombrar hasta 20 obras en cada una de las 15 categorías definidas. Las obras  nombradas por al menos seis de los miembros, 248 obras, pasaron a la siguiente fase, una encuesta de opinión pública, en la que participaron un total de 2214 personas. Cada una de ellas calificó muchas fotografías de esas 248 obras nominadas por los arquitectos: las preferencias se clasificaron mediante una escala por "simpatía" desarrollada para el estudio.
En 2007, como parte de la conmemoración del 150.º aniversario de la AIA, se anunció la lista de las 150 obras mejor calificadas como «America's Favorite Architecture» [Arquitectura favorita de Estados Unidos]. La ciudad de Nueva York tiene 32 obras de la lista, más que cualquier otro lugar, seguida por Chicago, con dieciséis. De las 10 obras mejor calificadas, 6 se encuentran en Washington, D. C., que tiene 17 de las 150 obras de la lista completa. Los arquitectos que más obras seleccionadas tienen son Frank Lloyd Wright (9), Henry Hobson Richardson (6), Daniel Burnham y Richard Meier (5) y Philip Johnson (4). También aparecen algunos destacados arquitectos extranjeros, como Mario Botta, Santiago Calatrava, Norman Foster, Rem Koolhaas, Renzo Piano, Moshe Safdie o el artista Philippe Starck.

## Críticas
Cuando se hizo pública la lista, algunos críticos observaron que la lista de «favoritos» no reflejaba los juicios de los expertos en arquitectura. El presidente del AIA, R. K. Stewart, reconoció que la clasificación no representaba el juicio profesional de los arquitectos, sino que reflejaba las «conexiones emocionales» de las personas con los edificios. Los edificios más destacados que citaron los críticos como algunos de los que los arquitectos habían considerado en la primera muestra como altamente significativos, pero que no lograron entrar entre los 150 en la encuesta pública, fueron el Salk Institute, en La Jolla, California, diseñado por Louis Kahn; el Inland Steel y el John Hancock Center, en Chicago; el Aeropuerto Internacional de Washington-Dulles en Chantilly, Virginia; y el Seagram Building en Nueva York, diseñado por Ludwig Mies van der Rohe.
John King del San Francisco Chronicle señaló además que en 1991 el propio AIA había considerado que el diseño de Eero Saarinen para el Aeropuerto Internacional de Washington-Dulles era una de las diez «obras de todos los tiempos de los arquitectos estadounidenses» («all-time works of American architects»). King señaló que las calificaciones de los ciudadanos se basaron en ver sólo fotos de cada edificio, y señaló que «hay más arquitectura que lo que una imagen puede transmitir».

## Lista de obras de la «America's Favorite Architecture»
Los 98 edificios que fueron listados por los arquitectos como significativos, pero que no lograron entrar entre los 150 en la votación pública, se recogen al acabar la tabla, sin número de puesto y ordenados por localización. Con un sombreado terroso, se destacan los pocos edificios que han desaparecido desde la aprobación de la lista en 2007.
El sombreado tiene el siguiente significado:
| Imagen | #   | Edificio o estructura                                                          | Inicio    | Fin       | Ciudad                            | Estado             | Arquitecto(s)                                                                          | Estilo                                          | Tipo de edificación             |
|        | 1   | Empire State                                                                   | 1930      | 1931      | Nueva York                        | Nueva York         | William F. Lamb                                                                        | Art déco                                        | COM (oficinas)                  |
|        | 2   | La Casa Blanca                                                                 | 1792      | 1800      | Washington                        | Washington D. C.   | James Hoban                                                                            | Neoclásico                                      | ADM (casa de Gobierno)          |
|        | 3   | Catedral Nacional de Washington                                                | 1907      | 1990      | Washington                        | Washington D. C.   | George Frederick Bodley, Henry Vaughan y Philip H. Frohman                             | Neogótico                                       | REL (catedral)                  |
|        | 4   | Monumento a Thomas Jefferson                                                   | 1939      | 1943      | Washington                        | Washington D. C.   | John Russell Pope                                                                      | Neoclásico                                      | Monumentos                      |
|        | 5   | Puente Golden Gate                                                             | 1933      | 1937      | San Francisco                     | California         | Irving F. Morrow y Gertrude C. Morrow                                                  | Art déco                                        | INF (puente)                    |
|        | 6   | Capitolio de los Estados Unidos                                                | 1793      | 1800      | Washington                        | Washington D. C.   | William Thornton                                                                       | Neoclásico                                      | ADM (Capitolio)                 |
|        | 7   | Monumento a Lincoln                                                            | 1914      | 1922      | Washington                        | Washington D. C.   | Henry Bacon                                                                            | Neogriego                                       | Monumentos                      |
|        | 8   | Finca Biltmore/Residencia Vanderbilt                                           | 1888      | 1895      | Asheville                         | Carolina del Norte | Richard Morris Hunt; Frederick Law Olmsted                                             | Châteauesque                                    | RES (residencia)                |
|        | 9   | Edificio Chrysler                                                              | 1928      | 1930      | Nueva York                        | Nueva York         | William Van Alen                                                                       | Art Decó                                        | COM (oficinas)                  |
|        | 10  | Memorial a los Veteranos del Vietnam                                           | 1982      | 1982      | Washington                        | Washington D. C.   | Maya Lin                                                                               | Moderno                                         | Monumentos                      |
|        | 11  | Catedral de San Patricio de Nueva York                                         | 1858      | 1865      | Nueva York                        | Nueva York         | James Renwick Jr                                                                       | Neogótico                                       | REL (catedral)                  |
|        | 12  | Monumento a Washington                                                         | 1848      | 1888      | Washington                        | Washington D. C.   | Robert Mills                                                                           | Neoegipcio                                      | Monumentos                      |
|        | 13  | Grand Central Terminal                                                         | 1903      | 1913      | Nueva York                        | Nueva York         | Reed and Stem; Warren and Wetmore                                                      | Beaux-Arts                                      | INF (estación)                  |
|        | 14  | Arco Gateway                                                                   | 1963      | 1965      | San Luis                          | Misuri             | Eero Saarinen                                                                          | Moderno                                         | Monumentos                      |
|        | 15  | Edificio de la Corte Suprema de Estados Unidos                                 | 1932      | 1935      | Washington                        | Washington D. C.   | Cass Gilbert                                                                           | Neoclásico                                      | ADM (tribunal)                  |
|        | 16  | The St. Regis New York                                                         | 1901      | 1904      | Nueva York                        | Nueva York         | Trowbridge & Livingston                                                                | Beaux-Arts                                      | RES (hotel)                     |
|        | 17  | Museo Metropolitano de Arte                                                    | 1874      | 1902      | Nueva York                        | Nueva York         | Calvert Vaux; McKim, Mead & White; Richard Morris Hunt; Kevin Roche; John Dinkeloo     | Beaux-Arts                                      | CUL (museo)                     |
|        | 18  | Hotel Del Coronado                                                             | 1887      | 1888      | Coronado                          | California         | James W. Reid                                                                          | Victoriano                                      | RES (hotel)                     |
|        | 19  | World Trade Center (destruido)                                                 | 1966      | 1972      | Nueva York                        | Nueva York         | Minoru Yamasaki                                                                        | Moderno                                         | COM (oficinas)                  |
|        | 20  | Puente de Brooklyn                                                             | 1870      | 1883      | Nueva York                        | Nueva York         | John Augustus Roebling                                                                 | Neogótico                                       | INF (puente)                    |
|        | 21  | Ayuntamiento de Filadelfia                                                     | 1900      | 1901      | Filadelfia                        | Pensilvania        | John McArthur Jr.                                                                      | Segundo Imperio                                 | ADM (Capitolio)                 |
|        | 22  | Hotel y Casino Bellagio                                                        | 1996      | 1998      | Las Vegas                         | Nevada             | Deruyter Butler; Atlandia Design                                                       | Italianizante                                   | RES (hotel)                     |
|        | 23  | Catedral de San Juan el Divino                                                 | 1892      | 1941      | Nueva York                        | Nueva York         | Heins & La Farge; Ralph Adams Cram                                                     | Neogótico                                       | REL (catedral)                  |
|        | 24  | Museo de Arte de Filadelfia                                                    | 1919      | 1928      | Filadelfia                        | Pensilvania        | Horace Trumbauer, Zantzinger, Borie y Medary                                           | Neoclásico                                      | CUL (museo)                     |
|        | 25  | Iglesia de la Trinidad                                                         | 1872      | 1877      | Boston                            | Massachusetts      | Henry Hobson Richardson                                                                | Románico richardsoniano                         | REL (catedral)                  |
|        | 26  | Hotel Ahwahnee                                                                 | 1926      | 1927      | Valle de Yosemite                 | California         | Gilbert Stanley Underwood                                                              | National Park Service Rustic                    | RES (hotel)                     |
|        | 27  | Monticello                                                                     | 1768      | 1809      | Charlottesville                   | Virginia           | Thomas Jefferson                                                                       | Arquitectura georgiana                          | RES (residencia)                |
|        | 28  | Edificio Biblioteca del Congreso de Estados Unidos (Thomas Jefferson Building) | 1888      | 1894      | Washington                        | Washington D. C.   | John L. Smithmeyer y Paul J. Pelz                                                      | Beaux-Arts                                      | CUL (biblioteca)                |
|        | 29  | Casa de la Cascada (residencia Edgar J. Kaufmann)                              | 1936      | 1939      | Mill Run                          | Pensilvania        | Frank Lloyd Wright                                                                     | Moderno/Orgánico                                | RES (casa)                      |
|        | 30  | Casa Taliesin                                                                  | 1911      | 1911      | Spring Green                      | Wisconsin          | Frank Lloyd Wright                                                                     | Prairie School                                  | RES (casa)                      |
|        | 31  | Wrigley Field                                                                  | 1911      | 1914      | Chicago                           | Illinois           | Zachary Taylor Davis                                                                   | Estadio Jewel Box                               | Estadio                         |
|        | 32  | Grandes Almacenes Wanamaker's                                                  | 1902      | 1911      | Filadelfia                        | Pensilvania        | Daniel Burnham                                                                         | Neorrenacentista                                | ADM (tribunal)                  |
|        | 33  | Centro Rose para la Tierra y el Espacio                                        | 2000      | 2000      | Nueva York                        | Nueva York         | James Stewart Polshek                                                                  | Expresionismo estructural / Posmoderno          | CUL (museo)                     |
|        | 34  | Galería Nacional de Arte (Edificio Oeste)                                      | 1937      | 1941      | Washington                        | Washington D. C.   | John Russell Pope                                                                      | Neoclásico                                      | CUL (museo)                     |
|        | 35  | Allegheny County Courthouse                                                    | 1884      | 1888      | Pittsburgh                        | Pensilvania        | Henry Hobson Richardson                                                                | Románico richardsoniano                         | ADM (tribunal)                  |
|        | 36  | Old Faithful Inn                                                               | 1903      | 1904      | Yellowstone National Park         | Wyoming            | Robert Reamer                                                                          | Rústico                                         |                                 |
|        | 37  | Union Station (Washington D. C.)                                               | 1902      | 1908      | Washington                        | Washington D. C.   | Daniel Burnham                                                                         | Beaux-Arts                                      | INF (estación)                  |
|        | 38  | Tribune Tower                                                                  | 1923      | 1925      | Chicago                           | Illinois           | John Mead Howells;Raymond Hood                                                         | Neogótico                                       | COM (oficinas)                  |
|        | 39  | Delano South Beach                                                             | 1947      | 1947      | Miami Beach                       | Florida            | Robert Swartburg; Philippe Starck (interior)                                           | Art déco                                        | RES (hotel)                     |
|        | 40  | Union station (San Luis)                                                       | 1892      | 1894      | San Luis                          | Misuri             | Theodore C. Link                                                                       | Neorrománico                                    | INF (estación)                  |
|        | 41  | Castillo Hearst                                                                | 1919      | 1947      | San Simeón                        | California         | Julia Morgan                                                                           | Neocolonial español                             | RES (residencia)                |
|        | 42  | Torre Willis, anteriormente Torre Sears                                        | 1970      | 1973      | Chicago                           | Illinois           | Fazlur Rahman Khan Bruce Graham                                                        | Moderno                                         | COM (oficinas)                  |
|        | 43  | Biblioteca Pública Thomas Crane                                                | 1881      | 1882      | Quincy                            | Massachusetts      | Henry Hobson Richardson                                                                | Románico richardsoniano                         | CUL (biblioteca)                |
|        | 44  | Edificio Woolworth                                                             | 1910      | 1913      | Nueva York                        | Nueva York         | Cass Gilbert                                                                           | Neogótico                                       | COM (oficinas)                  |
|        | 45  | Union Terminal                                                                 | 1928      | 1933      | Cincinnati                        | Ohio               | Alfred Fellheimer y Stewart Wagner; Paul Philippe Cret, arquitecto consultor           | Art déco                                        | INF (estación)                  |
|        | 46  | Waldorf Astoria                                                                | 1929      | 1931      | Nueva York                        | Nueva York         | Schultze & Weaver                                                                      | Art déco                                        | RES (hotel)                     |
|        | 47  | Sede de la Biblioteca Pública de Nueva York                                    | 1900      | 1911      | Nueva York                        | Nueva York         | Carrère y Hastings                                                                     | Beaux-Arts                                      | CUL (biblioteca)                |
|        | 48  | Carnegie Hall                                                                  | 1890      | 1891      | Nueva York                        | Nueva York         | William B. Tuthill; Richard Morris Hunt y Dankmar Adler, arquitectos consultores       | Italianizante                                   | CUL (salas de concierto)        |
|        | 49  | Ayuntamiento de San Francisco                                                  | 1913      | 1915      | San Francisco                     | California         | Arthur Brown, Jr.                                                                      | Beaux-Arts                                      | ADM (Ayuntamiento)              |
|        | 50  | Capitolio de Virginia                                                          | 1785 1904 | 1790 1906 | Richmond                          | Virginia           | Thomas Jefferson                                                                       | Neoclásico                                      | ADM (Capitolio)                 |
|        | 51  | Capilla de Cadetes de la Academia de la Fuerza Aérea                           | 1959      | 1962      | Colorado Springs                  | Colorado           | Walter Netsch                                                                          | Futurista                                       | REL (capilla)                   |
|        | 52  | Museo Field de Historia Natural                                                |           |           | Chicago                           | Illinois           | Daniel Burnham y Graham, Anderson, Probst and White                                    | Neoclásico                                      | CUL (museo)                     |
|        | 53  | Apple, 5th Avenue                                                              |           |           | Nueva York                        | Nueva York         | Bohlin Cywinski Jackson                                                                | Expresionismo estructural                       | COM (tienda)                    |
|        | 54  | Biblioteca Fisher, U. Penn.                                                    |           |           | Filadelfia                        | Pensilvania        | Frank Furness                                                                          | Victoriano                                      | CUL (biblioteca)                |
|        | 55  | Mauna Kea Beach Hotel                                                          |           |           | Kohala Coast                      | Hawái              | Skidmore, Owings & Merrill                                                             | Moderno                                         | RES (hotel)                     |
|        | 56  | Rockefeller Center                                                             | 1929      | 1939      | Nueva York                        | Nueva York         | Reinhard & Hofmeister, Corbett, Harrison & Macmurray, Raymond Hood, Godley & Fouilhoux | Art déco                                        | COM (oficinas)                  |
|        | 57  | Aeropuerto Internacional de Denver                                             | 1989      | 1993      | Denver                            | Colorado           | Fentress Bradburn Architects                                                           | Postmoderna                                     | INF (aeropuerto)                |
|        | 58  | Ames Free Library                                                              | 1877      | 1879      | North Easton                      | Massachusetts      | Henry Hobson Richardson                                                                | Románico richardsoniano                         | CUL (biblioteca)                |
|        | 59  | Museo de Arte de Milwaukee                                                     | 1996      | 2001      | Milwaukee                         | Wisconsin          | Santiago Calatrava                                                                     | Postmoderna                                     | CUL (museo)                     |
|        | 60  | Thorncrown Chapel                                                              | 1980      | 1980      | Eureka Springs                    | Arkansas           | E. Fay Jones                                                                           | Prairie School                                  | REL (capilla)                   |
|        | 61  | Transamerica Pyramid                                                           | 1969      | 1972      | San Francisco                     | California         | William Pereira                                                                        | Moderno                                         | COM (oficinas)                  |
|        | 62  | 333 Wacker Drive                                                               | 1979      | 1983      | Chicago                           | Illinois           | Kohn Pedersen Fox                                                                      | Moderno                                         | COM (Oficinas)                  |
|        | 63  | Museo Nacional del Aire y el Espacio                                           |           | 1976      | Washington                        | Washington D. C.   | Gyo Obata                                                                              | Moderno                                         | CUL (museo)                     |
|        | 64  | Faneuil Hall Marketplace                                                       | 1740      | 1742      | Boston                            | Massachusetts      | Benjamin Thompson                                                                      | Arquitectura georgiana                          | COM (comercial)                 |
|        | 65  | Catedral de Cristal                                                            | 1977      | 1980      | Garden Grove                      | California         | Philip Johnson                                                                         | Expresionismo estructural / Posmoderno          | REL (catedral)                  |
|        | 66  | Gamble House                                                                   | 1908      | 1908      | Pasadena                          | California         | Greene and Greene                                                                      | American Craftsman                              | RES (casa)                      |
|        | 67  | Capitolio de Nebraska                                                          | 1919      | 1932      | Lincoln                           | Nebraska           | Bertram Grosvenor Goodhue                                                              | Art déco/Neoclásico                             | ADM (Capitolio)                 |
|        | 68  | The New York Times Building                                                    | 2003      | 2007      | Nueva York                        | Nueva York         | Renzo Piano                                                                            | Expresionismo estructural                       | COM (oficinas)                  |
|        | 69  | Biblioteca pública de Salt Lake City                                           | 1998      | 2003      | Salt Lake City                    | Utah               | Moshe Safdie                                                                           | Expresionismo estructural / Postmoderna         | CUL (biblioteca)                |
|        | 70  | Hoteles Dolphin y Swan                                                         |           |           | Lake Buena Vista                  | Florida            | Michael Graves                                                                         | Postmoderna                                     | RES (hotel)                     |
|        | 71  | Torre Hearst                                                                   | 2006      | 2008      | Nueva York                        | Nueva York         | Norman Foster                                                                          | Expresionismo estructural                       | COM (oficinas)                  |
|        | 72  | Edificio Flatiron                                                              | 1900      | 1902      | Nueva York                        | Nueva York         | Daniel Burnham                                                                         | Beaux-Arts/Escuela de Chicago                   | COM (oficinas)                  |
|        | 73  | Lake Point Tower                                                               | 1965      | 1968      | Chicago                           | Illinois           | Schipporeit and Heinrich                                                               | Moderno                                         | RES (residencia)l               |
|        | 74  | Museo Guggenheim                                                               | 1956      | 1959      | Nueva York                        | Nueva York         | Frank Lloyd Wright                                                                     | Moderno                                         | CUL (museo)                     |
|        | 75  | Union Station                                                                  | ?         | 1939      | Los Ángeles                       | California         | The Parkinsons                                                                         | Neocolonial español                             | INF (estación)                  |
|        | 76  | Hotel Willard                                                                  | ?         | 1901      | Washington                        | Washington D. C.   | Henry Janeway Hardenbergh                                                              | Beaux-Arts                                      | RES (hotel)                     |
|        | 77  | Sever Hall, Universidad de Harvard                                             |           |           | Cambridge                         | Massachusetts      | Henry Hobson Richardson                                                                | Románico richardsoniano                         |                                 |
|        | 78  | Hotel Broadmoor                                                                |           |           | Colorado Springs                  | Colorado           | Warren & Wetmore                                                                       | Neocolonial español                             | RES (hotel)                     |
|        | 79  | Ronald Reagan Building                                                         | 1989      | 1998      | Washington                        | Washington D. C.   | James Ingo Freed                                                                       | Posmoderno                                      | ADM (administración y oficinas) |
|        | 80  | Biblioteca de la Phillips Exeter Academy                                       | 1970      | 1972      | Exeter                            | Nuevo Hampshire    | Louis Kahn                                                                             | Moderno                                         | CUL (biblioteca)                |
|        | 81  | Hotel Plaza                                                                    |           |           | Nueva York                        | Nueva York         | Henry J. Hardenbergh                                                                   | Beaux-Arts                                      | RES (hotel)                     |
|        | 82  | Sofitel Chicago Magnificent Mile                                               |           |           | Chicago                           | Illinois           | Jean-Paul Viguier                                                                      | Posmoderno                                      | RES (hotel)                     |
|        | 83  | Casa Glessner                                                                  |           |           | Chicago                           | Illinois           | Henry Hobson Richardson                                                                | Románico richardsoniano                         | RES (casa)                      |
|        | 84  | Yankee Stadium (1923) (demolido)                                               |           |           | Nueva York                        | Nueva York         | Osborn Architects & Engineers                                                          | Jewel Box Stadium                               | Estadio                         |
|        | 85  | Biblioteca Harold Washington                                                   |           |           | Chicago                           | Illinois           | Hammond, Beeby and Babka                                                               | Posmoderno                                      | CUL (biblioteca)                |
|        | 86  | Lincoln Center                                                                 |           |           | Nueva York                        | Nueva York         | Wallace Harrison, Philip Johnson y otros                                               | Moderno                                         | CUL (biblioteca)                |
|        | 87  | The Dakota                                                                     | 1880      | 1884      | Nueva York                        | Nueva York         | Henry Janeway Hardenbergh                                                              | Neorrenacentista                                | RES (residencia)l               |
|        | 88  | Instituto de Arte de Chicago                                                   |           |           | Chicago                           | Illinois           | Shepley, Rutan and Coolidge                                                            | Beaux-Arts                                      | CUL (Educativo)                 |
|        | 89  | Fairmont San Francisco                                                         |           |           | San Francisco                     | California         | Reid & Reid                                                                            | Beaux-Arts                                      | RES (hotel)                     |
|        | 90  | Biblioteca Pública de Boston                                                   |           |           | Boston                            | Massachusetts      | Charles Follen McKim                                                                   | Neorrenacentista                                | CUL (biblioteca)                |
|        | 91  | Hollywood Bowl                                                                 |           |           | Los Ángeles                       | California         | Allied Architects                                                                      | Expresionista                                   | CUL (salas de concierto)        |
|        | 92  | Capitolio de Texas                                                             | 1881      | 1888      | Austin                            | Texas              | Elijah E. Myers                                                                        | Neorrenacentista                                | ADM (Capitolio)                 |
|        | 93  | Fontainebleau                                                                  |           |           | Miami Beach                       | Florida            | Morris Lapidus                                                                         | Moderno                                         | RES (hotel)                     |
|        | 94  | Legal Research Building, Universidad de Míchigan                               |           |           | Ann Arbor                         | Míchigan           | York and Sawyer                                                                        | Neogótico                                       |                                 |
|        | 95  | Getty Center                                                                   |           |           | Los Ángeles                       | California         | Richard Meier                                                                          | Moderno                                         | CUL (museo)                     |
|        | 96  | High Museum of Art                                                             |           |           | Atlanta                           | Georgia            | Richard Meier                                                                          | Moderno                                         | CUL (museo)                     |
|        | 97  | Alfonse M. D'Amato United States Courthouse                                    |           |           | Central Islip                     | Nueva York         | Richard Meier                                                                          | Moderno                                         | ADM (tribunal)                  |
|        | 98  | Humana Building                                                                |           |           | Louisville                        | Kentucky           | Michael Graves                                                                         | Posmoderno                                      | COM (oficinas)                  |
|        | 99  | Walt Disney Concert Hall                                                       |           |           | Los Ángeles                       | California         | Frank Gehry                                                                            | Posmoderno / "Blobitecture"                     | CUL (sala de concierto)         |
|        | 100 | Radio City Music Hall                                                          |           |           | Nueva York                        | Nueva York         | Edward Durell Stone                                                                    | Art déco                                        | CUL (sala de teatro)            |
|        | 101 | Paul Brown Stadium                                                             |           |           | Cincinnati                        | Ohio               | NBBJ                                                                                   | Posmoderno                                      | Estadio                         |
|        | 102 | United Airlines Terminal 1, Aeropuerto Internacional O'Hare                    |           |           | Chicago                           | Illinois           | Helmut Jahn                                                                            | Moderno                                         | INF (aeropuerto)                |
|        | 103 | Hyatt Regency Atlanta                                                          |           |           | Atlanta                           | Georgia            | John C. Portman, Jr.                                                                   | Moderno                                         | RES (hotel)                     |
|        | 104 | AT&T Park (Estadio de los Giants de San Francisco)                             |           |           | San Francisco                     | California         | Populous                                                                               | Retro ballpark                                  | Estadio                         |
|        | 105 | Time Warner Center                                                             |           |           | Nueva York                        | Nueva York         | David Childs                                                                           | Moderno                                         | COM (oficinas)/ viviendas       |
|        | 106 | Metro de Washington                                                            |           |           | Washington                        | Washington D. C.   | Harry Weese                                                                            | Brutalista                                      | INF (estación)                  |
|        | 107 | IDS Center (Torre IDS)                                                         |           |           | Minneapolis                       | Minnesota          | Philip Johnson                                                                         | Moderno                                         | COM (oficinas)                  |
|        | 108 | Biblioteca Central de Seattle                                                  |           |           | Seattle                           | Washington         | Rem Koolhaas y Joshua Prince-Ramus                                                     |                                                 | CUL (biblioteca)                |
|        | 109 | Museo de Arte Moderno de San Francisco                                         |           |           | San Francisco                     | California         | Mario Botta                                                                            | Posmoderno                                      | CUL (museo)                     |
|        | 110 | Union Station                                                                  |           |           | Chicago                           | Illinois           | Daniel Burnham y Graham, Anderson, Probst and White                                    |                                                 | INF (estación)                  |
|        | 111 | Sede de la Organización de las Naciones Unidas                                 |           |           | Nueva York                        | Nueva York         | Wallace Harrison y otros                                                               | Moderno                                         | ADM (Administrativos)           |
|        | 112 | National Building Museum                                                       |           |           | Washington                        | Washington D. C.   | Montgomery C. Meigs                                                                    | Neorrenacentista                                | CUL (museo)                     |
|        | 113 | Fenway Park                                                                    |           |           | Boston                            | Massachusetts      | James McLaughlin                                                                       |                                                 | Estadio                         |
|        | 114 | Casa Dana-Thomas                                                               |           |           | Springfield                       | Illinois           | Frank Lloyd Wright                                                                     | Prairie School                                  | RES (casa)                      |
|        | 115 | Terminal TWA, Aeropuerto JFK                                                   |           |           | Nueva York                        | Nueva York         | Eero Saarinen                                                                          | Moderno / Expresionismo                         | INF (aeropuerto)                |
|        | 116 | The Athenaeum                                                                  |           |           | New Harmony                       | Indiana            | Richard Meier                                                                          |                                                 |                                 |
|        | 117 | Centro de Arte Walker                                                          |           |           | Minneapolis                       | Minnesota          | Edward Larrabee Barnes                                                                 |                                                 | CUL (museo)                     |
|        | 118 | American Airlines Center                                                       |           |           | Dallas                            | Texas              | David M. Schwarz                                                                       | Art déco                                        | Estadio                         |
|        | 119 | Hotel Arizona Biltmore                                                         |           |           | Phoenix                           | Arizona            | Albert Chase McArthur con Frank Lloyd Wright como consultor                            |                                                 | RES (hotel)                     |
|        | 120 | Biblioteca Pública de Los Ángeles                                              |           |           | Los Ángeles                       | California         | Bertram Grosvenor Goodhue                                                              |                                                 | CUL (biblioteca)                |
|        | 121 | Aeropuerto Internacional de San Francisco                                      |           |           | San Francisco                     | California         | Skidmore, Owings and Merrill, Del Campo and Maru Architects, Michael Willis Architects |                                                 | INF (aeropuerto)                |
|        | 122 | Oriole Park at Camden Yards                                                    |           |           | Baltimore                         | Maryland           | Hellmuth, Obata + Kassabaum                                                            |                                                 | Estadio                         |
|        | 123 | Taliesin West                                                                  |           |           | Scottsdale                        | Arizona            | Frank Lloyd Wright                                                                     |                                                 |                                 |
|        | 124 | Museo del Holocausto (Washington D. C.)                                        |           |           | Washington                        | Washington D. C.   | James Ingo Freed, Pei Cobb Freed & Partners                                            |                                                 | CUL (museo)                     |
|        | 125 | Citicorp Center                                                                | 1976      | 1977      | Nueva York                        | Nueva York         | Hugh Stubbins & Associates; Emery Roth & Sons                                          |                                                 | COM (oficinas)                  |
|        | 126 | Tienda de regalos de V.C. Morris / Galería Xanadu                              |           |           | San Francisco                     | California         | Frank Lloyd Wright                                                                     |                                                 | COM (tiendas)                   |
|        | 127 | Union Station                                                                  |           |           | Kansas City                       | Misuri             | Jarvis Hunt                                                                            | Beaux-Arts                                      | INF (estación)                  |
|        | 128 | Rookery Building                                                               |           |           | Chicago                           | Illinois           | John Wellborn Root y Daniel Burnham                                                    | Escuela de Chicago                              | COM (oficinas)                  |
|        | 129 | Museo de Arte Weisman, Universidad de Minnesota                                | ?         | 1993      | Minneapolis                       | Minnesota          | Frank Gehry                                                                            | Posmoderno / "Blobitectura"                     | CUL (museo)                     |
|        | 130 | Casa Douglas                                                                   |           |           | Harbor Springs                    | Míchigan           | Richard Meier                                                                          | Moderno                                         | RES (casa)                      |
|        | 131 | Casa de Aline Barnsdall Hollyhock                                              |           |           | Los Ángeles                       | California         | Frank Lloyd Wright                                                                     |                                                 | RES (casa)                      |
|        | 132 | Pennzoil Place                                                                 |           |           | Houston                           | Texas              | Philip Johnson y John Burgee                                                           |                                                 | COM (oficinas)                  |
|        | 133 | Royalton Hotel                                                                 |           |           | Nueva York                        | Nueva York         | Philippe Starck                                                                        |                                                 | RES (hotel)                     |
|        | 134 | Astrodome                                                                      |           |           | Houston                           | Texas              | Hermon Lloyd & W.B. Morgan y Wilson, Morris, Crain & Anderson                          |                                                 | Estadio                         |
|        | 135 | Safeco Field                                                                   |           |           | Seattle                           | Washington         | NBBJ y 360 Arquitectura                                                                |                                                 | Estadio                         |
|        | 136 | Museo Corning del Vidrio                                                       |           |           | Corning                           | Nueva York         | Gunnar Birkerts                                                                        |                                                 | CUL (museo)                     |
|        | 137 | 30th Street Station                                                            |           |           | Filadelfia                        | Pensilvania        | Graham, Anderson, Probst and White                                                     | Neoclásico                                      | INF (estación)                  |
|        | 138 | Casa Robie                                                                     |           |           | Chicago                           | Illinois           | Frank Lloyd Wright                                                                     | Prairie School                                  | RES (casa)                      |
|        | 139 | Williams Tower                                                                 |           |           | Houston                           | Texas              | Philip Johnson                                                                         |                                                 | COM (oficinas)                  |
|        | 140 | Case Study House Nº 22. Stahl House                                            |           |           | Los Ángeles                       | California         | Pierre Koenig                                                                          |                                                 | RES (casa)                      |
|        | 141 | Apple, SoHo                                                                    |           |           | Nueva York                        | Nueva York         | Bohlin Cywinski Jackson                                                                |                                                 |                                 |
|        | 142 | Torre John Hancock                                                             |           |           | Boston                            | Massachusetts      | Henry N. Cobb                                                                          |                                                 | COM (oficinas)                  |
|        | 143 | Estación Pensilvania (Nueva York) (demolida)                                   |           |           | Nueva York                        | Nueva York         | McKim, Mead & White                                                                    |                                                 | INF (estación)                  |
|        | 144 | Hyatt Regency                                                                  |           |           | San Francisco                     | California         | John Portman                                                                           |                                                 | RES (hotel)                     |
|        | 145 | Edificio Carson                                                                |           |           | Chicago                           | Illinois           | Louis Sullivan                                                                         | Escuela de Chicago                              | COM                             |
|        | 146 | Museo de Arte Moderno                                                          |           |           | Nueva York                        | Nueva York         |                                                                                        |                                                 | CUL (museo)                     |
|        | 147 | Auditorium Building                                                            |           |           | Chicago                           | Illinois           | Dankmar Adler y Louis Sullivan                                                         | Escuela de Chicago                              | CUL (salas de concierto)        |
|        | 148 | Brown Palace Hotel                                                             |           |           | Denver                            | Colorado           | Frank Edbrooke                                                                         |                                                 | RES (hotel)                     |
|        | 149 | David S. Ingalls Rink, Universidad de Yale                                     |           |           | New Haven                         | Connecticut        | Eero Saarinen                                                                          |                                                 | CUL (Educativo)                 |
|        | 150 | Battle Hall, U. de Texas                                                       |           |           | Austin                            | Texas              | Cass Gilbert                                                                           | Spanish-Mediterranean Revival                   | CUL (Educativo)                 |
|        | —   | Ronald Reagan Washington National Airport                                      |           |           | Arlington                         | Virginia           | Charles M. Goodman                                                                     |                                                 | INF (aeropuerto)                |
|        | —   | Torre Price                                                                    |           |           | Bartlesville                      | Oklahoma           | Frank Lloyd Wright                                                                     | est                                             | COM (oficinas)                  |
|        | —   | Ayuntamiento de Boston                                                         |           |           | Boston                            | Massachusetts      | Kallmann McKinnell & Knowles                                                           | Brutalismo                                      | ADM (Ayuntamiento)              |
|        | —   | Edificio Guaranty                                                              |           |           | Búfalo                            | Nueva York         | Louis Sullivan y Dankmar Adler                                                         | est                                             | COM (oficinas)                  |
|        | —   | Larkin Administration Building (demolido)                                      |           |           | Búfalo                            | Nueva York         | Frank Lloyd Wright                                                                     |                                                 | COM (oficinas)                  |
|        | —   | Apartamentos Lake Shore Drive                                                  |           |           | Chicago                           | Illinois           | Ludwig Mies van der Rohe                                                               | Moderno                                         | RES (apartamentos)              |
|        | —   | Crown Hall – Instituto Tecnológico de Illinois (IIT)                           |           |           | Chicago                           | Illinois           | Ludwig Mies van der Rohe                                                               | Moderno                                         | CUL (Educativo)                 |
|        | —   | Edificio de IBM                                                                |           |           | Chicago                           | Illinois           | Ludwig Mies van der Rohe                                                               | est                                             | COM (oficinas)                  |
|        | —   | Inland Steel Building                                                          |           |           | Chicago                           | Illinois           | Skidmore, Owings & Merrill                                                             | est                                             | COM (oficinas)                  |
|        | —   | John Hancock Center                                                            |           |           | Chicago                           | Illinois           | Skidmore, Owings & Merrill                                                             | Expresionismo estructural                       | COM (oficinas)                  |
|        | —   | Marshall Field and Company Building                                            |           |           | Chicago                           | Illinois           | Daniel H. Burnham                                                                      | est                                             | COM (oficinas)                  |
|        | —   | Edificio Monadnock                                                             |           |           | Chicago                           | Illinois           | Burnham & Root y Holabird & Roche                                                      | est                                             | COM (oficinas)                  |
|        | —   | Reliance Building                                                              |           |           | Chicago                           | Illinois           | John Root, Charles B. Atwood                                                           | est                                             | RES (hotel)                     |
|        | —   | Soldier Field                                                                  |           |           | Chicago                           | Illinois           | Populous (arquitectos)                                                                 | est                                             | Estadio                         |
|        | —   | Ayuntamiento de Dallas                                                         |           |           | Dallas                            | Texas              | Ieoh Ming Pei                                                                          | Moderno                                         | ADM (Ayuntamiento)              |
|        | —   | Aeropuerto Internacional de Dallas-Fort Worth                                  |           |           | Dallas                            | Texas              | arq                                                                                    | est                                             | INF (aeropuerto)                |
|        | —   | Centro de Escultura Nasher                                                     |           |           | Dallas                            | Texas              | Renzo Piano                                                                            |                                                 | CUL (museo)                     |
|        | —   | Casa Rachofsky                                                                 |           |           | Dallas                            | Texas              | Richard Meier                                                                          | Moderno                                         | RES (casa)                      |
|        | —   | Museo de Arte de Denver                                                        | 2000      | 2006      | Denver                            | Colorado           | Daniel Libeskind                                                                       |                                                 | CUL (museo)                     |
|        | —   | Biblioteca Pública de Denver                                                   |           |           | Denver                            | Colorado           | Michael Graves                                                                         |                                                 | CUL (biblioteca)                |
|        | —   | Rudolph Hall de la Universidad de Yale                                         |           |           | New Haven                         | Connecticut        | Paul Rudolph                                                                           |                                                 | CUL (Educativo)                 |
|        | —   | Baker House, Instituto de Tecnología de Massachusetts                          |           |           | Cambridge                         | Massachusetts      | Alvar Aalto                                                                            | est                                             | RES (casa)                      |
|        | —   | Biblioteca Beinecke de libros raros y manuscritos                              |           |           | Universidad de Yale, New Haven    | Connecticut        | Gordon Bunshaft                                                                        |                                                 | CUL (biblioteca)                |
|        | —   | Sinagoga Beth Sholom                                                           |           |           | Elkins Park                       | Pensilvania        | Frank Lloyd Wright                                                                     | Moderno                                         | REL (sinagoga)                  |
|        | —   | Centro de Artes Visuales Carpenter                                             |           |           | Universidad de Harvard, Cambridge | Massachusetts      | Le Corbusier                                                                           | est                                             | CUL (Educativo)                 |
|        | —   | Centro de Arte Británico de Yale/Museum of British Art                         | 1969      | 1974      | Universidad de Yale, New Haven    | Connecticut        | Louis Kahn                                                                             |                                                 | CUL (museo)                     |
|        | —   | Capilla del MIT, Instituto Tecnológico de Massachusetts (MIT)                  |           |           | Cambridge                         | Massachusetts      | Eero Saarinen                                                                          | Moderno                                         | REL (capilla)                   |
|        | —   | Casa Esherick                                                                  | 1959      | 1961      | Chestnut Hill                     | Pensilvania        | Louis Kahn                                                                             | Moderno                                         | RES (casa)                      |
|        | —   | Casa Farnsworth                                                                |           |           | Plano                             | Illinois           | Ludwig Mies van der Rohe                                                               | Moderno                                         | RES (casa)                      |
|        | —   | First Christian Church                                                         |           |           | Columbus                          | Indiana            | Eliel Saarinen                                                                         | Moderno                                         | REL (iglesia)                   |
|        | —   | First Church of Christ Scientist                                               |           |           | Berkeley                          | California         | Bernard Ralph Maybeck                                                                  | est                                             | REL (iglesia)                   |
|        | —   | Primera Iglesia Unitaria de Rochester                                          | 1962      | 1969      | Rochester                         | Nueva York         | Louis Kahn                                                                             | est                                             | REL (iglesia)                   |
|        | —   | Casa de Frank Gehry                                                            |           |           | Santa Mónica                      | California         | Frank Gehry                                                                            | est                                             | RES (casa)                      |
|        | —   | Centro Genzyme                                                                 |           |           | Cambridge                         | Massachusetts      | arq                                                                                    | est                                             | tipo                            |
|        | —   | Casa Gropius                                                                   |           |           | Lincoln                           | Massachusetts      | Walter Gropius                                                                         | est                                             | RES (casa)                      |
|        | —   | Horton Plaza                                                                   |           |           | San Diego                         | California         | Jon Jerde                                                                              | est                                             | COM (comercial)                 |
|        | —   | Jacobs Field                                                                   |           |           | Cleveland                         | Ohio               | HOK Sport                                                                              | est                                             | Estadio                         |
|        | —   | Sede Mundial de John Deere                                                     |           |           | Moline                            | Illinois           | Eero Saarinen                                                                          | Moderno                                         | COM (oficinas)                  |
|        | —   | Edificio Johnson Wax                                                           |           |           | Racine                            | Wisconsin          | Frank Lloyd Wright                                                                     | Moderno                                         | COM (oficinas)                  |
|        | —   | Museo de Arte Kimbell                                                          | 1967      | 1972      | Fort Worth                        | Texas              | Louis Kahn                                                                             |                                                 | CUL (museo)                     |
|        | —   | Casa de Kings Road (Schindler House)                                           |           |           | West Hollywood                    | California         | Rudolf Schindler                                                                       | est                                             | RES (casa)                      |
|        | —   | Lovell Beach House                                                             |           |           | Newport Beach                     | California         | Rudolf Schindler                                                                       | est                                             | RES (casa)                      |
|        | —   | Colección Menil                                                                |           |           | Houston                           | Texas              | Renzo Piano                                                                            | est                                             | CUL (museo)                     |
|        | —   | Museo de Bellas Artes de Houston                                               |           |           | Houston                           | Texas              | William Ward Watkin                                                                    | Moderno                                         | CUL (museo)                     |
|        | —   | Biblioteca Central de Mineápolis                                               |           |           | Minneapolis                       | Minnesota          | Cesar Pelli                                                                            |                                                 | CUL (biblioteca)                |
|        | —   | Museo de Arte Moderno de Fort Worth                                            |           |           | Fort Worth                        | Texas              | Tadao Ando                                                                             |                                                 | CUL (museo)                     |
|        | —   | Biblioteca Mount Angel                                                         |           |           | Mount Angel                       | Oregón             | Alvar Aalto                                                                            | Moderno                                         | CUL (biblioteca)                |
|        | —   | North Christian Church                                                         |           |           | Columbus                          | Estados Unidos     | Eero Saarinen                                                                          | est                                             | REL (iglesia)                   |
|        | —   | Oakland Museum of California                                                   |           |           | Oakland                           | California         | Kevin Roche                                                                            |                                                 | CUL (museo)                     |
|        | —   | Peabody Terrace, Universidad de Harvard                                        |           |           | Cambridge                         | Massachusetts      | Josep Lluís Sert                                                                       | est                                             | RES (apartamentos)              |
|        | —   | PSFS Building                                                                  |           |           | Filadelfia                        | Pensilvania        | William Lescaze, George Howe                                                           | Moderno                                         | COM (oficinas)                  |
|        | —   | Casa de Cristal de Philip Johnson                                              |           |           | New Canaan                        | Connecticut        | Philip Johnson                                                                         | Moderno                                         | RES (casa)                      |
|        | —   | Laboratorios Richards                                                          | (1957     | 1965      | Filadelfia                        | Pensilvania        | Louis Kahn                                                                             |                                                 |                                 |
|        | —   | Centro de Arte Contemporáneo Rosenthal                                         |           |           | Cincinnati                        | Ohio               | Zaha Hadid                                                                             |                                                 | CUL (museo)                     |
|        | —   | Casa de Frederick J. Smith                                                     |           |           | Darien                            | Connecticut        | Richard Meier                                                                          | est                                             | RES (casa)                      |
|        | —   | Estadio de la Universidad de Phoenix (Arizona Cardinals Stadium)               |           |           | Glendale                          | Arizona            | Eisenman Architects, Populous (entonces HOK Sport)                                     |                                                 | Estadio                         |
|        | —   | Casa Vanna Venturi                                                             |           |           | Chestnut Hill                     | Pensilvania        | Robert Venturi                                                                         | est                                             | RES (casa)                      |
|        | —   | Aeropuerto Internacional de Washington-Dulles                                  |           |           | Chantilly                         | Virginia           | Eero Saarinen                                                                          | est                                             | INF (aeropuerto)                |
|        | —   | Wexner Center for the Arts – Ohio State University                             |           |           | Columbus                          | Ohio               | Peter Eisenman                                                                         | est                                             | CUL (educativo)                 |
|        | —   | Salk Institute                                                                 | 1959      | 1965      | La Jolla                          | California         | Louis Kahn                                                                             |                                                 |                                 |
|        | —   | Biblioteca y Museo Presidencial de William J. Clinton                          |           |           | Little Rock                       | Arkansas           | Polshek Partnership                                                                    |                                                 | CUL (biblioteca)                |
|        | —   | Bradbury Building                                                              |           |           | Los Ángeles                       | California         | Sumner Hunt, George Wyman                                                              | Italianizante, neorrománico, Escuela de Chicago | COM (oficinas)                  |
|        | —   | Catedral de Nuestra Señora de los Ángeles                                      |           |           | Los Ángeles                       | California         | Rafael Moneo                                                                           |                                                 | REL (catedral)                  |
|        | —   | Ennis House/Ennis-Brown House                                                  |           |           | Los Ángeles                       | California         | Frank Lloyd Wright                                                                     | est                                             | RES (casa)                      |
|        | —   | Museo de Arte Contemporáneo de Los Ángeles                                     |           |           | Los Ángeles                       | California         | Arata Isozaki                                                                          |                                                 | CUL (museo)                     |
|        | —   | Prada                                                                          |           |           | Los Ángeles                       | California         | OMA (Rem Koolhaas, Elia y Zoe Zenghelis y Madelon Vriesendorp)                         |                                                 | COM (comercial)                 |
|        | —   | Staples Center                                                                 |           |           | Los Ángeles                       | California         | NBBJ                                                                                   | est                                             | Estadio                         |
|        | —   | Superdome                                                                      |           |           | Nueva Orleans                     | Luisiana           | Curtis and Davis                                                                       |                                                 | Estadio                         |
|        | —   | American Folk Art Museum (demolido)                                            |           |           | Nueva York                        | Nueva York         | Tod Williams & Billie Tsien                                                            |                                                 | CUL (museo)                     |
|        | —   | Sede de CBS/ Black Rock                                                        |           |           | Nueva York                        | Nueva York         | Eero Saarinen                                                                          | Moderno                                         | COM (oficinas)                  |
|        | —   | Ford Foundation Building                                                       |           |           | Nueva York                        | Nueva York         | Kevin Roche                                                                            | Moderno                                         | COM (oficinas)                  |
|        | —   | Lever House                                                                    |           |           | Nueva York                        | Nueva York         | Gordon Bunshaft                                                                        | est                                             | COM (oficinas)                  |
|        | —   | Macy's Herald Square                                                           |           |           | Nueva York                        | Nueva York         | De Lemos & Cordes                                                                      |                                                 | COM (comercial)                 |
|        | —   | The Morgan Library & Museum                                                    |           |           | Nueva York                        | Nueva York         | Charles McKim                                                                          |                                                 | CUL (biblioteca)/museo          |
|        | —   | Prada – 575 Broadway                                                           |           |           | Nueva York                        | Nueva York         | OMA (Rem Koolhaas, Elia y Zoe Zenghelis y Madelon Vriesendorp)                         |                                                 | COM (comercial)                 |
|        | —   | Edificio Seagram                                                               |           |           | Nueva York                        | Nueva York         | Ludwig Mies van der Rohe, Philip Johnson                                               |                                                 | COM (oficinas)                  |
|        | —   | Sony Plaza (sede de AT&T)                                                      |           |           | Nueva York                        | Nueva York         | Philip Johnson & John Burgee                                                           |                                                 | COM (oficinas)                  |
|        | —   | Tiffany and Company Building                                                   |           |           | Nueva York                        | Nueva York         | Stanford White de McKim, Mead & White                                                  |                                                 | COM (tienda)                    |
|        | —   | 945 Madison Avenue (antigua sede del Whitney Museum)                           |           |           | Nueva York                        | Nueva York         | Marcel Breuer                                                                          |                                                 | CUL (museo)                     |
|        | —   | Unity Temple                                                                   |           |           | Oak Park                          | Illinois           | Frank Lloyd Wright                                                                     | Moderno                                         | REL (capilla)                   |
|        | —   | Casa Eames                                                                     |           |           | Pacific Palisades                 | California         | Charles y Ray Eames                                                                    | est                                             | RES (casa)                      |
|        | —   | Kaufmann Desert House                                                          |           |           | Palm Springs                      | California         | Richard Neutra                                                                         | est                                             | RES (casa)                      |
|        | —   | Palacio de Justicia Sandra Day O'Connor                                        |           |           | Phoenix                           | Arizona            | Richard Meier                                                                          |                                                 | ADM (Juzgados)                  |
|        | —   | Biblioteca Pública de Phoenix                                                  |           |           | Phoenix                           | Arizona            | DWL Architects y Will Bruder                                                           |                                                 | CUL (biblioteca)                |
|        | —   | Petco Park (San Diego Padres)                                                  |           |           | San Diego                         | California         | HOK Sport; Antonie Predock                                                             |                                                 | Estadio                         |
|        | —   | Catedral de Santa María de la Asunción de San Francisco                        |           |           | San Francisco                     | California         | Pier Luigi Nervi                                                                       | Moderno                                         | REL (catedral)                  |
|        | —   | M. H. de Young Memorial Museum                                                 |           |           | San Francisco                     | California         | Jacques Herzog y Pierre de Meuron                                                      |                                                 | CUL (museo)                     |
|        | —   | Biblioteca Pública de San Francisco                                            |           |           | San Francisco                     | California         | Pei Cobb Freed & Partners, Cathy Simon                                                 |                                                 | CUL (biblioteca)                |
|        | —   | Edificio Wainwright                                                            |           |           | St. Louis                         | Misuri             | Adler and Sullivan                                                                     | Escuela de Chicago                              | COM (oficinas)                  |
|        | —   | Marin County Civic Center                                                      |           |           | San Rafael                        | California         | Frank Lloyd Wright                                                                     | est                                             | CUL (centro cívivo)             |
|        | —   | Capilla de S. Ignacio, Universidad de Seattle                                  |           |           | Seattle                           | Washington         | Steven Holl                                                                            |                                                 | REL (capilla)                   |
|        | —   | Experience Music Project                                                       |           |           | Seattle                           | Washington         | Frank Gehry                                                                            |                                                 | CUL (museo)                     |
|        | —   | REI Flagship Store                                                             |           |           | Seattle                           | Washington         | Mithun                                                                                 |                                                 | COM (comercial)                 |
|        | —   | Galería Freer                                                                  |           |           | Washington                        | Washington D. C.   | Charles A. Platt                                                                       |                                                 | CUL (museo)                     |
|        | —   | Galería Nacional de Arte (Ala este)                                            |           |           | Washington                        | Washington D. C.   | Ieoh Ming Pei                                                                          |                                                 | CUL (museo)                     |